# Parlamentsvalet i Storbritannien 1910 (december)
Parlamentsvalet i Storbritannien december 1910 var det sista som hölls under flera dagar, från 3 december till 19 december 1910.
De konservativa, ledda av Arthur Balfour, och liberalerna, ledda av Herbert Henry Asquith, kunde inte bryta dödläget som uppstått efter valet i januari, men liberalerna bildade en minoritetsregering med stöd av de irländska nationalisterna.
| Parti                   | Röster    | Platser | Förändring | Andel av rösterna (%) |
| ----------------------- | --------- | ------- | ---------- | --------------------- |
| Conservative Party      | 2 270 753 | 271     | - 1        | 46,6                  |
| Liberal Party           | 2 157 256 | 272     | - 2        | 44,2                  |
| Labour                  | 309 963   | 42      | + 2        | 6,4                   |
| Irländska nationalister | 121 649   | 84      | + 2        | 2,5                   |
| SDP                     | 5 733     | 0       |            | 0,1                   |
| Oberoende konservativ   | 4 647     | 1       |            | 0,1                   |
| Oberoende Labour        | 3 492     | 1       |            | 0,1                   |
| Oberoende liberal       | 1 946     | 0       | - 1        | 0,0                   |

Totalt antal avlagda röster: 7 709 981. Alla partier med mer än 1000 röster visade.